# Red Faber
Urban Clarence „Red“ Faber (* 6. September 1888 in Cascade, Iowa; † 25. September 1976 in Chicago, Illinois) war ein US-amerikanischer Baseballspieler in der Major League Baseball (MLB) auf der Position des Pitchers. 1917 gewann er mit den Chicago White Sox die World Series.

## Biografie
Red Faber begann seine Karriere als rechtshändiger Pitcher im Minor League Baseball. 1910 warf er sogar ein Perfect Game, hatte aber danach immer mit Entzündungen in seinem Arm zu kämpfen. Dadurch entschloss er, den Spitball einzusetzen, der später verboten wurde. Faber war der letzte Spieler, der diesen Wurf legal einsetzen durfte.
Sein Debüt in der American League gab Faber am 16. April 1914 bei den Chicago White Sox, dem Team, dem er in seiner zwanzigjährigen Laufbahn treu bleiben sollte. Herausragend waren seine Leistungen in der World Series von 1917. In der Serie gegen die New York Giants gewann er drei Spiele und half seinem Team zum ersten Titelgewinn. Die meiste Zeit der Saison 1918 verbrachte er bei der Navy im Ersten Weltkrieg. 1919 hatte er wieder mit Armproblemen zu kämpfen und kam nur auf einen ERA von 3.83, dem schlechtesten in seinen ersten neun Jahren in der MLB. In der Skandalserie der Black Sox musste er wegen Armproblemen und einer Grippe auf der Ersatzbank Platz nehmen und war somit nicht in die Vorgänge um die Serie verwickelt.
Durch die Abgänge von Spielern nach diesen Ereignissen konnten die White Sox sich nach 1920 meist nur noch in der unteren Tabellenhälfte platzieren. Von 1920 bis 1922 erreichte er jeweils über 20 Siege und führte 1921 und 1922 die American League in der Kategorie ERA an. Von 1920 bis 1931 ließ er nur 91 Home Runs zu, das entspricht einem Schnitt von nur einem Home Run im Monat. Sein letztes großes Spiel absolvierte er am 29. Mai 1929 mit einem One-Hitter gegen die Detroit Tigers. Ab der Saison 1931 wurde er hauptsächlich als Einwechselwerfer eingesetzt.  Sein letztes Spiel bestritt er am 20. September 1933 im Alter von 45 Jahren. Insgesamt standen 254 Siege und 213 Niederlagen sowie ein ERA von 3.15 in seinen Statistiken. Nach seiner Spielerkarriere arbeitete er zeitweise immer wieder als Coach bei den White Sox. 
1964 wurde Red Faber in die Baseball Hall of Fame aufgenommen. 1976 verstarb er im Alter von 88 Jahren in Chicago.